# Équipe d'Algérie de football en 1978
L'équipe d'Algérie de football participe lors de cette année aux Football aux Jeux africains 1978. L'équipe d'Algérie est entraînée par Rachid Mekloufi.

## Les matchs
| Date             | Stade, Ville, Pays                     | Adversaire | Score | Comp | Buteurs algériens                       |
| 21 février 1978  | Al-Shaab Stadium Bagdad, Iraq          | Irak       | 3 - 0 | A    |                                         |
| 23 février 1978  | Al-Shaab Stadium Bagdad, Iraq          | Irak       | 1 - 0 | A    |                                         |
| 26 février 1978  | Stade des Abbassides Damas, Syria      | Syrie      | 0 - 1 | A    | Belkedrouci 50e                         |
| 2 juillet 1978   | stade du 5-Juillet-1962 Alger, Algérie | Irak       | 1 - 1 | A    | Horr 73e                                |
| 4 juillet 1978   | stade du 5-Juillet-1962 Alger, Algérie | Irak       | 0 - 0 | A    |                                         |
| 13 juillet 1978  | stade du 5-Juillet-1962 Alger, Algérie | Égypte     | 1 - 1 | FJA  | Assad 17e (pen.)                        |
| 18 juillet 1978  | stade du 5-Juillet-1962 Alger, Algérie | Libye      | 2 - 1 | FJA  | Belkedrouci 10e, Bencheikh 73e          |
| 22 juillet 1978  | stade du 5-Juillet-1962 Alger, Algérie | Malawi     | 3 - 0 | FJA  | Betrouni 51e, Aouis 54e, Kouici 59e     |
| 25 juillet 1978  | stade du 5-Juillet-1962 Alger, Algérie | Ghana      | 2 - 0 | FJA  | Ighili 57e, Belkedrouci 62e             |
| 28 juillet 1978  | stade du 5-Juillet-1962 Alger, Algérie | Nigeria    | 1 - 0 | FJA  | Bencheikh 33e                           |
| 22 octobre 1978  | Silver Stadium Lilongwe, Malawi        | Malawi     | 1 - 1 | A    | Ighili 27e                              |
| 24 octobre 1978  | Kamuzu Stadium Blantyre , Malawi       | Malawi     | 2 - 1 | A    | Belkedrouci 72e                         |
| 28 octobre 1978  | Independence Stadium Lusaka, Zambie    | Zambie     | 0 - 3 | A    | Assad 1re, Ighili 18e, Horr 89e         |
| 17 novembre 1978 | stade du 5-Juillet-1962 Alger, Algérie | Congo      | 3 - 0 | A    | Belloumi 8e, Belkedrouci 28e, Aouis 81e |

Légende: A : Match amical  / FJA : Football aux Jeux africains 1978

### Bilan
| Rang | Équipe  | Pts | J  | G | N | P | Bp | Bc | Diff |
| ---- | ------- | --- | -- | - | - | - | -- | -- | ---- |
| #    | Algérie | 32  | 14 | 7 | 4 | 3 | 19 | 10 | +9   |